# 샬린 퍼네츠
샬린 퍼네츠(Charlene Fernetz, 1960년 3월 23일 ~ )는 미국의 배우, 영화배우이다.
서스캐처원주에서 태어났다.

## 영화
- 10대 마녀 사브리나 (1996년)
- 헤드스 (1994년)
- 메이드 인 아메리카 (1993년)